# Chuck Daly
Charles Jerome Daly (20 de juliol de 1930 – 9 de maig de 2009) fou un destacat entrenador de bàsquet estatunidenc. Amb 21 temporades de carrera a la NBA va destacar per conduir els Detroit Pistons a dos campionats, o anells com es coneix el títol NBA, consecutius al 1989 i 1990. Eren el Pistons coneguts com els Bad Boys,amb jugadors durs com Dennis Rodman, Bill Lambeer i virtuosos com Isaiah Thomas i Joe Dumars. La seva carrera i aquests dos títols el van avalar per ser escollit com a entrenador de la selecció olímpica dels EUA a les olimpíades del 1992 a Barcelona, l'equip que esdevindria l'anomenat "Dream Team". Tot un repte aconseguir un títol que tothom dona per fet, gestionant 10 de les gran estrelles NBA del moment. Finalment es van fer amb la medalla d'or olímpica.
Va ser el 5è entrenador a la història NBA en aconseguir 2 títols consecutius (back-to-back); i el primer en guanyar l'anell NBA i un or olímpic.
Daly va ser designat membre del Hall of Fame l'any 1994 pels seus mèrits individuals, i al 2010 reconegut pòstumament a l'homenatge i designació del dream team al Hall of Fame, com el seu entrenador. El "Chuck Daly Lifetime Achievement Award" és un reconeixement en forma de distinció anual que designa la NBA pels mèrits aconseguits per un entrenador durant la seva carrera i que porta el nom de Daly en forma d'homenatge.